# Fort Oglethorpe
Fort Oglethorpe es un pueblo ubicado en el condado de Catoosa en el estado estadounidense de Georgia. En el censo de 2000, su población era de 6.940.

## Demografía
En el 2000 la renta per cápita promedia del hogar era de $32,095, y el ingreso promedio para una familia era de $40,643. El ingreso per cápita para la localidad era de $16,288. Los hombres tenían un ingreso per cápita de $28,160 contra $21,141 para las mujeres.

## Geografía
Fort Oglethorpe se encuentra ubicado en las coordenadas 34°56′44″N 85°14′44″O / 34.94556, -85.24556 (34.945683, -85.245653).
Según la Oficina del Censo, la localidad tiene un área total de 33,7 km² (13,0 mi²), de la cual 33,7 km² (13,0 mi²) es tierra y 0 km² (0 mi²) (0.00%) es agua.